# 淀藩
淀藩（よどはん）は、山城国久世郡（現在の京都府京都市伏見区淀本町）に存在した藩。

## 藩史

### 稲葉家以前
元和9年（1623年）、松平定綱が遠江掛川藩より3万5000石で入ったことにより、淀藩が立藩した。これは、先年に廃藩となった伏見藩に代わって、新たに京都を防備するために立てられたものである。定綱は淀城の築城に尽力した。ちなみにこの淀城は、かつて豊臣秀頼の生母であった淀殿の居城で知られる淀城（淀古城）とは場所が異なると言われている。定綱は、1633年（寛永10年）3月に美濃大垣藩に移された。
代わって下総古河藩より永井尚政が10万石で入った。尚政は家臣団の編成や城下町の開発、洪水対策に備えての木津川工事などに尽力し、藩政の基盤を固めた。尚政は1658年（明暦4年）2月28日に隠居して家督を子の永井尚征に譲る。このとき、尚征は所領を弟たちに分与したため、7万3600石の所領を継ぐこととなった。例えば六男・尚甲（なおのぶ）には3000石分知し、船橋陣屋を築いている。そして尚征は1669年（寛文9年）2月25日に丹後宮津藩に移された。
代わって伊勢亀山藩より石川憲之が6万石で入った。憲之は1706年（宝永3年）2月25日に隠居し、その跡を継いだ石川義孝は1710年（宝永7年）9月2日に死去した。その跡を継いだ石川総慶は1711年（宝永8年）2月15日に備中松山藩に移された。
代わって美濃加納藩より松平光煕が6万石で入った。光煕は1717年（享保2年）9月4日に死去し、その跡を継いだ戸田光慈は享保2年11月1日、志摩鳥羽藩へ移された。
代わって伊勢亀山藩より松平乗邑が6万石で入った。しかし1723年（享保8年）5月1日には下総佐倉藩へ移された。

### 稲葉家
入れ替わりで稲葉正知が10万2000石で入ることで、ようやく藩主家が定着した。
以後、稲葉家の支配によって明治時代を迎えることとなる。稲葉家は明治17年（1884年）、華族令により子爵に列せられた。

## 藩政
淀藩の基盤は、永井家によって確立された。尚政は城下町の拡大や水上交通の整備、地子免許などを行なっている。石川憲之は検地政策や元禄国絵図作成などで功を挙げ、幕政にも参与している。松平乗邑の場合は大坂城代代行の立場から、徳川吉宗に見出されて老中にまで異例の栄進を遂げて入ってきた大名である。
稲葉家は10万2000石という大領ではあったが、その所領は山城のほかに摂津・河内・近江・下総・越後などに分散しているという不安定さで、山城にあった所領は2万石にも満たなかったと言われている。このため、藩政においても財政基盤の脆弱さから人夫の徴発さえままならず、財政は苦しかった。第7代藩主稲葉正諶は、天明4年（1784年）に越後の所領を和泉や近江に移したが、これにより所領10万2000石は7カ国に分散することとなり、全くの逆効果を招いた。
また、稲葉氏の歴代藩主は短命な者が多く、享保年間には4人の藩主が相次いで死去している。
稲葉氏の歴代藩主の中で最も有名なのは第12代（最後）の藩主・稲葉正邦である。正邦は幕末期の動乱の中で老中を2度務め、板倉勝静や小笠原長行らと共に活躍した人物である。しかしその江戸詰め中に戊辰戦争の鳥羽・伏見の戦いが起こり、旧幕府軍が朝廷によって朝敵とされたため、淀城の城代は敗走する旧幕府軍に城門を開かなかった。これが鳥羽・伏見の戦いにおける旧幕府軍の敗北の一因とされ、この時期を扱った一部の時代小説には淀藩を罵倒軽蔑する記述も見える。
正邦は旧幕府瓦解時の老中であったため、新政府の命令で同年3月に謹慎処分となったが、閏4月には許されて京都警備を任されている。翌年の版籍奉還により藩知事となり、1871年（明治4年）の廃藩置県で免官された。淀藩は廃藩となり、その所領は各近辺の府県に組み込まれることとなった。

## 歴代藩主

### 松平（久松）家
親藩 3万5000石
1. 松平定綱（さだつな） 従五位下 越中守【元和9年閏8月20日藩主就任－寛永10年3月23日移封】

### 永井家
譜代 10万石→7万3600石
1. 永井尚政（なおまさ） 従四位下 信濃守【寛永10年3月25日藩主就任－明暦4年2月28日隠居】〔老中〕
2. 永井尚征（なおゆき） 従五位下 右近大夫【明暦4年2月28日藩主就任－寛文9年2月25日移封】

### 石川家
譜代 6万石
1. 石川憲之（のりゆき） 従五位下 主殿頭【寛文9年2月25日藩主就任－宝永3年2月25日隠居】
2. 石川義孝（よしたか） 従五位下 主殿頭【宝永3年2月25日藩主就任－宝永7年9月2日死去】
3. 石川総慶（ふさよし） 従五位下 主殿頭【宝永7年10月23日藩主就任－宝永8年2月15日移封】

### 松平（戸田）家
譜代 6万石
1. 松平光煕（みつひろ） 従五位下 河内守【宝永8年2月15日藩主就任－享保2年9月4日死去】
2. 松平光慈（みつちか） 従五位下 丹波守【享保2年11月1日藩主就任。同日移封】

### 松平（大給）家
譜代 6万石
1. 松平乗邑（のりさと） 従四位下 和泉守 侍従【享保2年11月1日藩主就任－享保8年5月1日移封】〔大坂城代 老中〕

### 稲葉家
譜代 10万2000石
1. 稲葉正知（まさとも） 従四位下 丹後守【享保8年5月1日藩主就任－享保14年5月29日死去】
2. 稲葉正任（まさとう） 従五位下 美濃守【享保14年7月16日藩主就任－享保15年1月12日死去】
3. 稲葉正恒（まさつね） 不詳【享保15年1月14日藩主就任－享保15年3月24日死去】
4. 稲葉正親（まさちか） 従四位下 佐渡守【享保15年3月27日藩主就任－享保19年9月14日死去】〔大坂城代 奏者番〕
5. 稲葉正益（まさよし） 従四位下 丹後守【享保19年11月5日藩主就任－明和8年9月28日死去】〔奏者番 寺社奉行〕
6. 稲葉正弘（まさひろ） 従五位下 美濃守【明和8年11月20日藩主就任－安永2年9月12日死去】
7. 稲葉正諶（まさのぶ） 従四位下 丹後守【安永2年11月6日藩主就任－文化3年8月24日死去】〔奏者番 寺社奉行 大坂城代 京都所司代〕
8. 稲葉正備（まさなり） 従四位下 丹後守【文化3年10月12日藩主就任－文化12年3月8日死去】
9. 稲葉正発（まさはる） 従五位下 対馬守【文化12年4月25日藩主就任－文政6年6月21日死去】
10. 稲葉正守（まさまり） 従四位下 丹後守【文政6年6月25日藩主就任－天保13年7月20日】〔奏者番 寺社奉行〕
11. 稲葉正誼（まさよし） 従五位下 丹後守【天保13年7月20日藩主就任－嘉永元年10月9日死去】
12. 稲葉正邦（まさくに） 従四位下 民部大輔 侍従【嘉永元年11月24日藩主就任－明治4年7月14日藩知事免官】〔京都所司代 老中〕

## 淀藩の家臣団
永井家
- 佐川田昌俊（家老）

稲葉家
- 多胡与太郎（藩士）
- 田辺権太夫（家老）

## 幕末の領地
- 山城国
  - 紀伊郡のうち - 3村
  - 久世郡のうち - 24村
  - 綴喜郡のうち - 20村
  - 相楽郡のうち - 1村
- 常陸国
  - 真壁郡のうち - 11村
- 上野国
  - 勢多郡のうち - 13村
- 下総国
  - 印旛郡のうち - 17村
  - 埴生郡のうち - 14村
  - 香取郡のうち - 11村
  - 相馬郡のうち - 4村
- 近江国
  - 滋賀郡のうち - 5村
  - 栗太郡のうち - 14村
  - 野洲郡のうち - 13村
  - 甲賀郡のうち - 16村
  - 蒲生郡のうち - 6村
  - 浅井郡のうち - 10村（うち9村を朝日山藩に編入）
  - 伊香郡のうち - 15村
  - 高島郡のうち - 1村
- 河内国
  - 高安郡のうち - 10村（うち1村を河内県に編入）
  - 若江郡のうち - 2村
  - 渋川郡のうち - 12村（堺県に編入）
- 和泉国
  - 和泉郡のうち - 4村
  - 南郡のうち - 3村
  - 日根郡のうち - 1村
- 摂津国
  - 島下郡のうち - 15村

明治維新後に、真壁郡1村（旧幕府領・旗本領の相給）、久世郡4村（旧幕府領1村、旗本領1村、京都守護職役知2村）、綴喜郡4村（旧御料所1村、幕府領2村、京都守護職役知3村。なお相給が存在するため村数の合計は一致しない）、高安郡1村（旧旗本領）が加わったほか、紀伊郡2村（旧幕府領・旗本領との相給1村、旗本領との相給1村）、綴喜郡5村（旧旗本領との相給2村、幕府領との相給1村、京都守護職役知との相給1村、御料所・旗本領との相給1村、御料所・京都守護職役知との相給1村）の全域を本藩領とした。